# Soldada republicana a Barcelona
Soldada republicana a Barcelona és una fotografia de Gerda Taro, feta a l'inici de la Guerra Civil espanyola a Catalunya, l'any 1936, icònica d'aquest conflicte que va ser precursor de la Segona Guerra Mundial. La fotografia mostra una miliciana republicana entrenant a la platja del Somorrostro de Barcelona, al barri de la Barceloneta.